# Jacob Lous

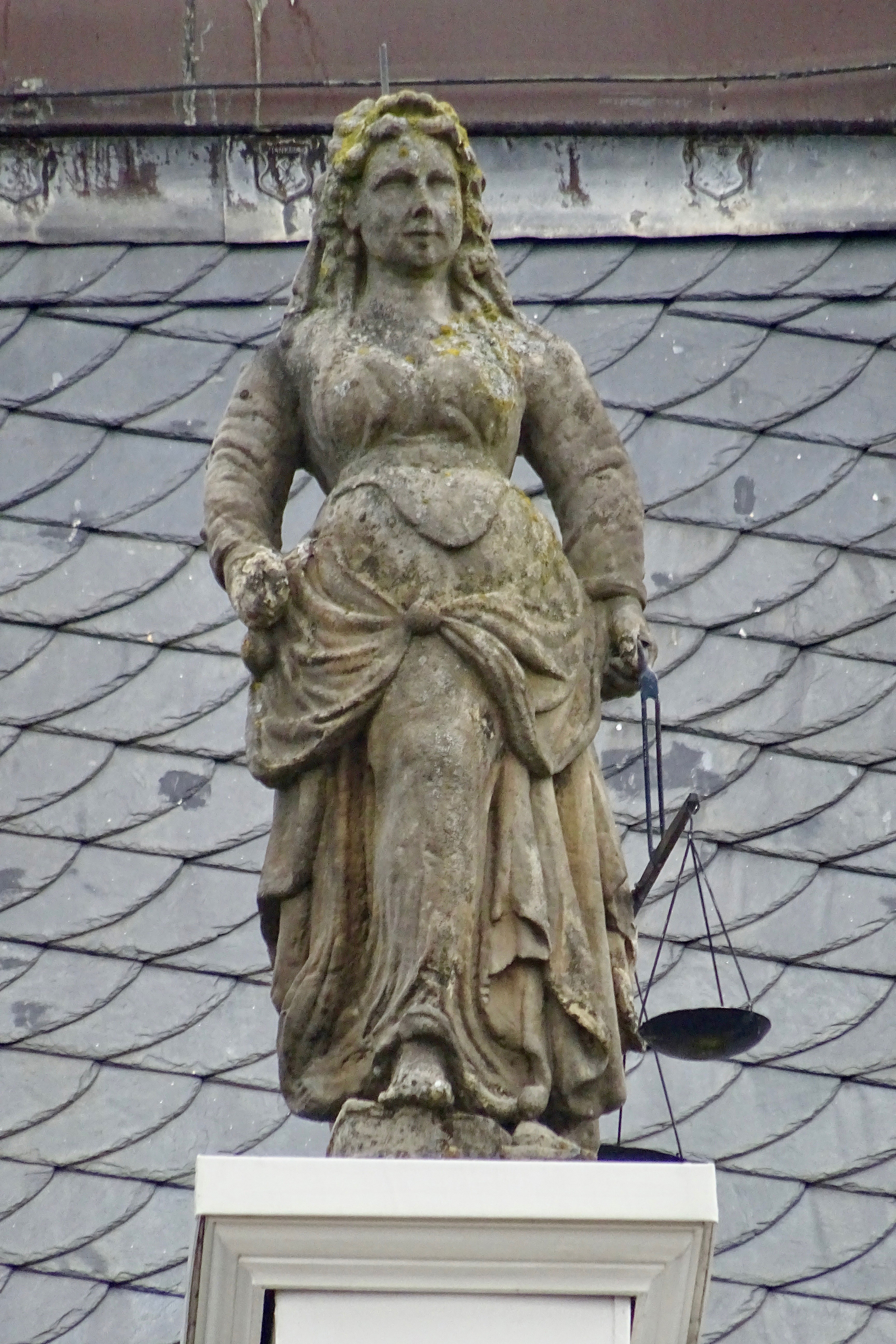
Vrouwe Justitia (1610), Dokkum

Jacob Lous (? - Harlingen, 1617) was metselaar, steenbeeldhouwer, bouwmeester en kaarttekenaar in de noordelijke Nederlanden.

## Leven en werk
Jacob Lous was een zoon van Lou Ripperts, hardsteenhouwer en stadsmetselaar in Harlingen. De familie was van katholieken huize en waarschijnlijk afkomstig uit Duitsland: verscheidene nazaten van Lou Ripperts, onder wie kinderen van Jacob Lous, voerden de naam Forssenburg (later Vossenberg). Lous was als bouwmeester vrijwel zeker verantwoordelijk voor de bouw van het stadhuis van Harlingen en de Harlinger stadspoorten: Kerkpoort (1597), Franekerpoort (1608), Zuiderpoort, Bildtpoort en de Franeker pijp (waterpoort). De poorten werden in de 19e eeuw gesloopt. Rond 1610 maakte hij op verzoek van het Harlinger stadsbestuur een plattegrond in vogelvluchtperspectief van de havenstad. Lous verbouwde de 16e-eeuwse Mockema-Blauhuisstins in Dokkum tot stadhuis (1607-1610). Het stadhuis is nadien verbouwd en uitgebreid, wat rest van zijn werk is het beeld van Vrouwe Justitia (1610) op het fronton.
Lous werkte in de stijl van het Vlaams maniërisme. Er zijn diverse door hem rijk gedecoreerde grafzerken bewaard gebleven, die hij maakte voor de Friese upper-class. Voorbeelden daarvan zijn de twee zerken voor de familie Van Heemstra in de Sint-Laurentiuskerk in Kimswerd, waarbij hij voor de steen van Taecke van Heemstra en zijn vrouw Jeltsje van Bonga twaalf familiewapens hakte en op de andere in de onderste helft een paleistuin met zuilengalerij in perspectief afbeeldde, mogelijk met zicht op de voormalige Heemstra State.
Jacob Lous overleed in 1617 en werd begraven in de Grote Kerk van Harlingen. Naast de preekstoel ligt een grafzerk met een beeldhouwwerk dat aan hem wordt toegeschreven; het verbeeldt een man met een jakobsstaf, het meetinstrument van bouwmeesters. Het is niet zeker of hij op deze plek ligt begraven.

## Enkele werken
- 1597 grafzerk voor de familie Rispens in de Martinikerk in Oosterend.
- 1597 grafzerk voor Sytske Pieter van Buytensdr. In bovenrand: I : L.
- 1607-1610 verbouw Mockemahuis tot stadhuis van Dokkum.
- 1607 grafzerk voor de familie Sixma in Minnertsga. In bovenrand: 16 JACOB LOWS 07.
- 1610 grafzerk voor de familie Van Roorda in de kerk van Terkaple. In bovenrand: IACOB <> LOWS 1610.
- 1614 grafzerk voor de familie Van Heemstra in de Sint-Laurentiuskerk, Kimswerd. In bovenrand: IACOB 1614 LOVS.
- grafzerk voor de families Lauta en Van Hiddema in de Johanneskerk in Wier.

## Galerij

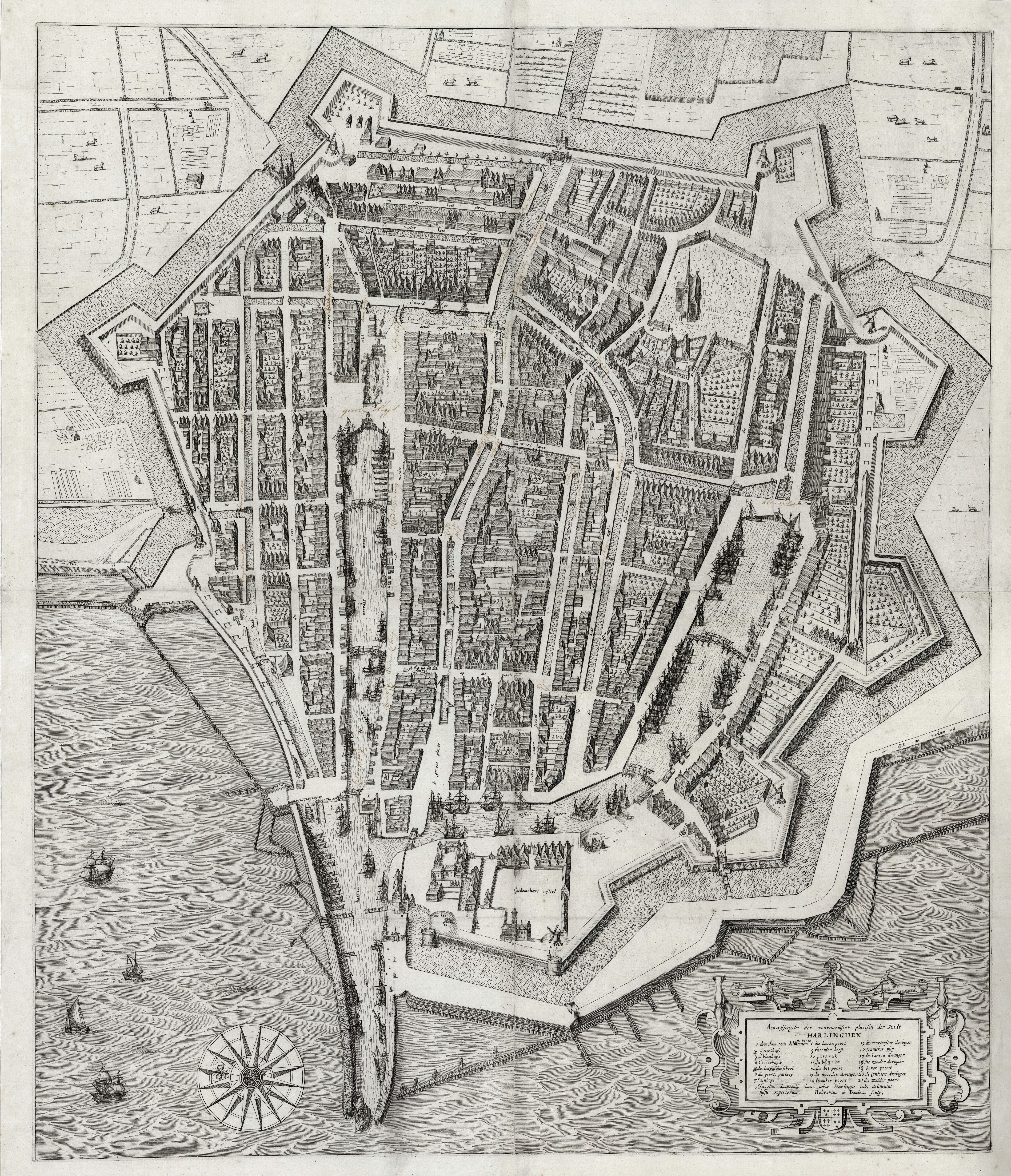
Kaart van Harlingen, getekend door Jacob Lous en gegraveerd door Robert de Baudous

- RKD-Nederlands Instituut voor Kunstgeschiedenis: 360906